# Симонова-Гудзенко, Екатерина Кирилловна
Екатери́на Кири́лловна Си́монова-Гудзе́нко (урождённая Екатерина Семёновна Гудзенко; род. 30 января 1951, Москва) — советский и российский историк, японовед. Доктор исторических наук (2006), профессор (2010), заведующая кафедрой истории и культуры Японии Института стран Азии и Африки Московского государственного университета имени М. В. Ломоносова (с 2003).

## Биография

Лариса Жадова и Константин Симонов

Екатерина Гудзенко родилась 30 января 1951 года в Москве в семье поэта и журналиста Семёна Гудзенко и искусствоведа Ларисы Жадовой. После смерти в 1953 году отца и нового брака матери с Константином Симоновым была удочерена Симоновым и получила отчество по его паспортному имени Кирилл. Сын Симонова от второго брака, Алексей Симонов, говорил по этому поводу:
Потом её удочерил наш отец. Он уже не сделал той ошибки, которую он сделал в своё время с Толей Серовым, которого он не усыновил. Он удочерил Катьку, очень любил её, и Катя до сих пор — главный хранитель отцовских заветов, и не только заветов, но и чистоты отцовских риз и сомкнутости отцовских рядов.
В 1975 году окончила Институт стран Азии и Африки (ИСАА) Московского государственного университета имени М. В. Ломоносова (МГУ), в 1975—1979 годах училась в аспирантуре того же института. В 1980 году защитила диссертацию на соискание учёной степени кандидата исторических наук на тему «Японский миф и его роль в древней истории Японии VII—IX вв.».
С 1979-го по 1993 год работала в Московском государственном институте международных отношений (МГИМО), где занималась научной, педагогической и учебно-методической работой. В 1992 году Симоновой-Гудзенко было присвоено звание доцента по кафедре востоковедения.
В 1993 году была приглашена на должность доцента кафедры истории стран Дальнего Востока и Юго-Восточной Азии ИСАА МГУ; читала курсы по истории, истории религии, истории культуры Японии. В 2003 году была назначена заведующей вновь созданной кафедры истории и культуры Японии ИСАА МГУ. В 2006 году защитила диссертацию на соискание учёной степени доктора исторических наук на тему «Представления о географическом пространстве архипелага в письменной культуре древней Японии». Профессор.
Сфера научных интересов — синто и мифология, историческая география Японии, история географических представлений, история картографии Японии.
Читает курсы: история Японии (периоды Камакура-Намбокутё-Муромати), источниковедение и историография Японии, история религий Японии, историческая география Японии, история японской культуры, эволюция географических представлений и история картографии Восточной Азии.
Автор статей по японской мифологии в энциклопедии «Мифы народов мира» (1980), одна из авторов Dictionary of Sources of Classical Japan (Словарь классических письменных текстов Японии) (2006).

### Семья и родственные связи
- Дед — Алексей Семёнович Жадов (при рождении Жидов, 1901—1977), военачальник, первый заместитель главнокомандующего сухопутными силами, генерал армии. Герой Советского Союза (1945).
- Мать — Лариса Алексеевна Жадова (урождённая Жидова, 1927—1981), искусствовед, историк искусства и дизайна.
- Отец — Семён (Сарио) Петрович Гудзенко (1922—1953), советский поэт, журналист.
- Отчим — Константин Михайлович Симонов (при рождении Кирилл Михайлович Симонов, 1915—1979), поэт, писатель.
- Единоутробная сестра (дочь Константина Симонова) — Александра Кирилловна Симонова (1957—2000). Умерла от рака[4].
- Двоюродный дядя (по отцу Семёну Гудзенко) — Михаил Александрович Рогинский (1931—2004), художник.
- Муж — Василий Владимирович Жданов (род. 1944), кандидат технических наук. Сын военачальника, Героя Советского Союза (1944), Народного героя Югославии (1944) Владимира Ивановича Жданова (1902—1964).
  - Дочь — Даша Жданова-Табет (род. 1976), преподаватель английского языка, живёт в Париже.
    - Три внука.

## Научные стажировки и гранты
- 1997—1998, 2000 — университет Васэда, программа международного обмена между университетами[1]
- 2002—2003 — университет Рюкоку, Киото, грант Японского фонда[1]
- 2009 — университет Васэда, программа международного обмена между университетами[1]

## Участие в профессиональных и общественных организациях
- Член Ассоциации японоведов России[1]
- Член Европейской ассоциации японоведов (EAJS)[1]
- Член Международного общества историков картографии (International Society for the History of the Map)[1]
- Ассоциированный член Центра исследований Японии Высшей школы и Академии наук Франции (Centre de recherche sur le Japon, UMR 8173 Chine-Corée-Japon, EHESS-CNRS)[1]

## Комментарии
1. ↑  Для Константина Симонова это был четвёртый брак.
2. ↑  Сын Валентины Серовой, третьей жены Константина Симонова, от предыдущего брака с Анатолием Серовым.